# Walther-Peer Fellgiebel
Walter Krüger (Charlottenburg; 7 de mayo de 1918 - Fráncfort del Meno; 14 de octubre de 2001) fue un oficial alemán, posteriormente mayor de la Wehrmacht, directivo y escritor. Fue miembro del consejo de administración de la Deutsche Zündwaren-Monopol-Gesellschaft.

## Carrera militar
Fellgiebel era hijo del que más tarde sería general y combatiente de la resistencia Erich Fellgiebel. Asistió a la escuela primaria en Weinhübel y a la escuela de gramática en Berlín y Altdöbern, donde se graduó en 1937. Tras cumplir el servicio militar y laboral del Reich, asistió a la Escuela Superior de Guerra de Hannover, donde fue ascendido a teniente de artillería poco antes del comienzo de la guerra.
Durante la Segunda Guerra Mundial, Fellgiebel sirvió en el Regimiento de Artillería 28 de la 28º División Jäger durante la invasión de Polonia. Seis meses después, el 26 de febrero de 1940, fue trasladado al Regimiento de Artillería 298 de la 298.ª División de Infantería, donde sirvió como oficial de batería y ayudante. Fue herido varias veces durante la campaña rusa y pasó seis meses en el hospital. Tras servir brevemente como comandante de batería y ayudante en el Regimiento de Artillería 28 en Francia, Fellgiebel, que entretanto había sido ascendido a Oberleutnant, fue trasladado a la Führerreserve del Grupo de Ejércitos Sur. Durante este tiempo, pasó cuatro semanas como ayudante del SS-Begleitkommando des Führers.
Sus peticiones de servicio activo en el frente le llevaron finalmente al Heeres-Artillerie-Abteilung 935 (mot.), donde se hizo cargo de la 2ª batería. Durante este tiempo, fue condecorado con la Cruz de Hierro de I. y II. Clase y la Insignia de Plata para Heridos por sus cuatro heridas (más tarde recibió la Insignia de Oro para Heridos tras su 5ª herida). Desde el 25 de julio de 1943, su división estaba subordinada al Regimiento de Granaderos 337 y había tomado posición en la zona de Slavyansk-Nikopol, en el Río Donets medio.
El 7 de septiembre de 1943 fue condecorado con la Cruz de Caballero de la Cruz de Hierro como primer teniente y comandante de compañía y ascendido a Hauptmann. Desde noviembre de 1943 hasta el verano de 1944 enseñó en la Escuela de Artillería II de Jüterbog.
Como su padre participó en el atentado del 20 de julio de 1944, Fellgiebel fue encarcelado bajo una Sippenhaft. Fue liberado gracias a la intercesión de sus superiores. Fue ascendido a mayor en enero de 1945.

## Negocios
Tras la Segunda Guerra Mundial, el antiguo oficial trabajó inicialmente en la agricultura de 1945 a 1948, incluso como cochero agrícola y administrador de una finca. A partir de 1948, trabajó como empleado industrial, llegó a ser director general de una empresa de transportes y creó una empresa de alquiler de coches. Más tarde llegó a ser jefe de departamento en una empresa de gas industrial. A partir de 1950, hizo carrera en la Deutsche Zündwaren-Monopol-Gesellschaft (DZMG), primero como asistente de la dirección, luego como administrativo y firmante autorizado o jefe de personal. En 1963, se convirtió en miembro del Consejo de Administración bipersonal de Fráncfort del Meno. En 1975, Fellgiebel fue condecorado con la Cruz Federal al Mérito de 1ª Clase.

## Periodismo
En 1954 ingresó en la Asociación de la Orden de la Cruz de Caballero (Ordensgemeinschaft der Ritterkreuzträger e.V. - OdR), y desde 1961 fue miembro de la junta directiva. De 1970 a 1985 dirigió la Comisión de la Orden de la Asociación, y esta actividad dio lugar al libro de 1986 Die Träger des Ritterkreuzes des Eisernen Kreuzes 1939-1945. Die Inhaber der höchsten Auszeichnung des Zweiten Weltkrieges aller Wehrmachtteilen. Durante muchos años se consideró la obra de referencia sobre el tema, pero, según Fellgiebel, no debe considerarse oficial. Sobre todo al final de la guerra se concedieron medallas cuyo justificante se había perdido debido al caos bélico. Posteriormente fueron reconocidas por el OdR, cuya práctica de reconocimiento no siempre pareció transparente en algunos casos. Por ejemplo, un examen de los expedientes reveló que en 200 casos (de más de 7.300 condecoraciones) no había prueba oficial de la concesión.

## Familia
Walther-Peer Fellgiebel estaba casado y tenía dos hijos.